# Buråstjärnen
Buråstjärnen är en sjö i Bräcke kommun i Jämtland och ingår i Ljungans huvudavrinningsområde. Sjön har en area på 0,0658 kvadratkilometer och ligger 312 meter över havet.

## Delavrinningsområde
Buråstjärnen ingår i det delavrinningsområde (697250-152801) som SMHI kallar för Inloppet i Storflärken. Medelhöjden är 346 meter över havet och ytan är 14,92 kvadratkilometer. Räknas de 5 avrinningsområdena uppströms in blir den ackumulerade arean 47,11 kvadratkilometer. Söån som avvattnar avrinningsområdet har biflödesordning 4, vilket innebär att vattnet flödar genom totalt 4 vattendrag innan det når havet efter 128 kilometer. Avrinningsområdet består mestadels av skog (86 procent). Avrinningsområdet har 0,27 kvadratkilometer vattenytor vilket ger det en sjöprocent på 1,8 procent.